# Сент-Ирье-ле-Буа
Сент-Ирье́-ле-Буа́ (фр. Saint-Yrieix-les-Bois) — коммуна во Франции, находится в регионе Лимузен. Департамент коммуны — Крёз. Входит в состав кантона Аэн. Округ коммуны — Гере.
Код INSEE коммуны — 23250.

## Население
Население коммуны на 2010 год составляло 300 человек.
| 1962 | 1968 | 1975 | 1982 | 1990 | 1999 | 2010 |
| ---- | ---- | ---- | ---- | ---- | ---- | ---- |
| 438  | 385  | 338  | 307  | 326  | 312  | 300  |

## Экономика
В 2010 году среди 193 человек трудоспособного возраста (15—64 лет) 136 были экономически активными, 57 — неактивными (показатель активности — 70,5 %, в 1999 году было 69,9 %). Из 136 активных жителей работали 119 человек (60 мужчин и 59 женщин), безработных было 17 (11 мужчин и 6 женщин). Среди 57 неактивных 16 человек были учениками или студентами, 28 — пенсионерами, 13 были неактивными по другим причинам.